# Мечеть Панбарі

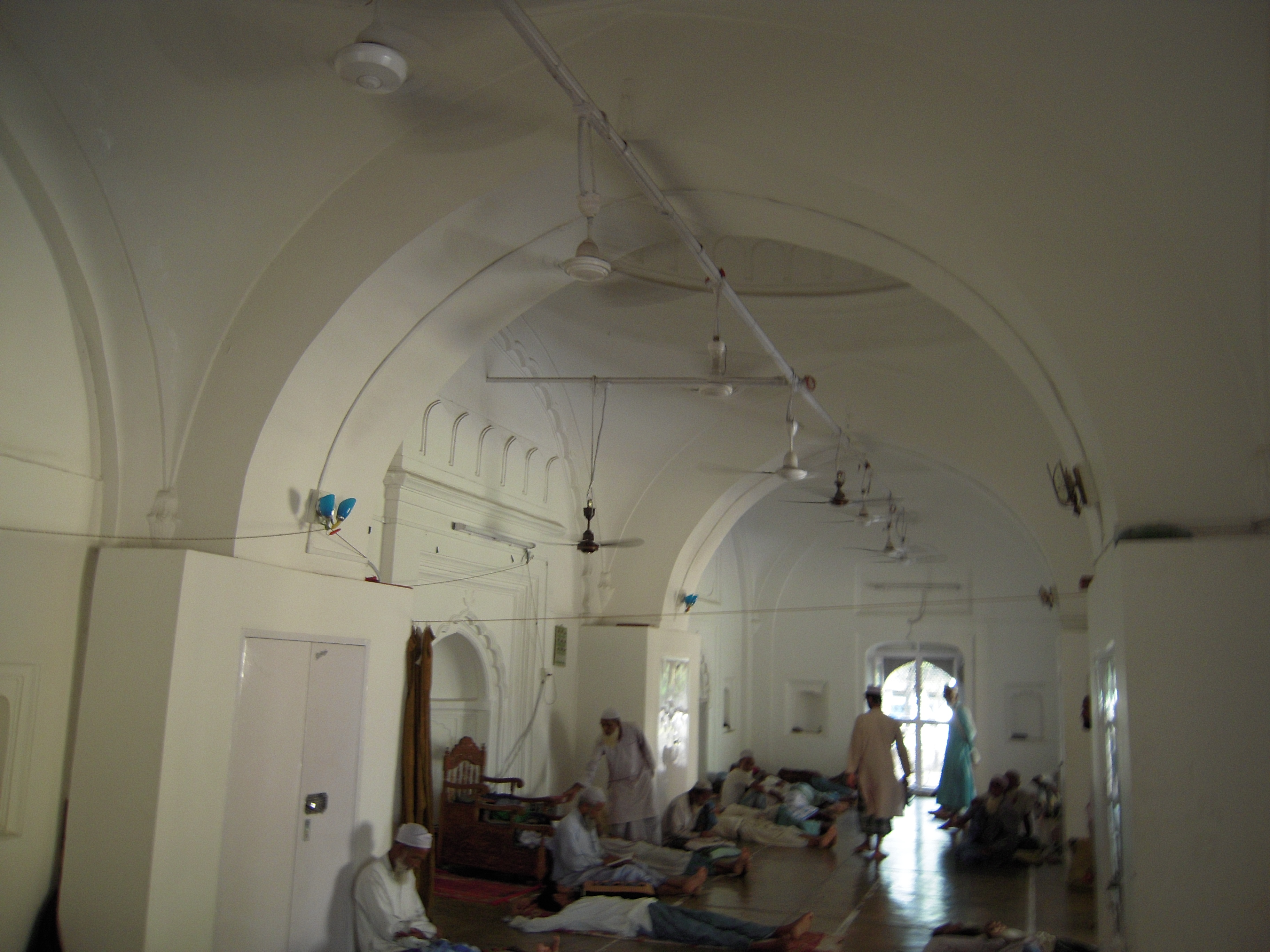
Інтер'єр

Мечеть Панбарі — мечеть в штаті Ассам, Індія.
Історична мечеть Панбарі або мечеть Рангамати є чудовим прикладом великого архітектурного досягнення імперії Великих Моголів XVI-XVI століть. Побудована шахом Хуссейном у 1493-1519, тоді губернатором Бенгалії. Ця мечеть використовувалася як молитовна зала для солдатів.
Колись, за правління і панування правителів Рангаматі це був процвітаючий регіон і в нього стікалися великі маси людей. Через відсутність належного обслуговування, мечеть втрачає свій колишній вигляд і може в недалекому майбутньому прийняти сумну долю багатьох пам'яток архітектури в Індії.